# Zodarion soror
Zodarion soror är en spindelart som först beskrevs av Simon 1873.  Zodarion soror ingår i släktet Zodarion och familjen Zodariidae. Inga underarter finns listade i Catalogue of Life.